# Jacques Houriet
Jacques Houriet est un journaliste suisse du Démocrate puis du Quotidien jurassien, qui écrit notamment des chroniques judiciaires.
Il a une formation de mécanicien.
Il publie jusqu'en 2000 une rubrique satirique hebdomadaire dans le Quotidien jurassien sous le pseudonyme « La Torche d'Apollodore ». Le journal satirique La Torche 2.0, lancé en 2017 est nommé en référence à cette célèbre chronique,.
Le Prix Jean Dumur lui est décerné en 2002.
Il meurt le 11 octobre 2018 d'un arrêt cardiaque.